# Informe de la Oficina de Derechos Humanos de la ONU sobre Sinkiang
La Evaluación del ACNUDH sobre las preocupaciones de derechos humanos en la Región Autónoma Uigur de Xinjiang, República Popular China es un informe publicado el 31 de agosto de 2022 por la Oficina del Alto Comisionado de las Naciones Unidas para los Derechos Humanos (ACNUDH) sobre el trato que reciben los uigures y otros grupos mayoritariamente musulmanes en China. El informe concluye que "la extensión de la detención arbitraria y discriminatoria de miembros de los uigures y otros grupos predominantemente musulmanes, de conformidad con la ley y la política, en el contexto de las restricciones y la privación más general de los derechos fundamentales de que gozan individual y colectivamente, puede constituir crímenes internacionales, en particular crímenes de lesa humanidad."

## Antecedentes
Desde 2014, el gobierno chino, bajo la administración del secretario general del Partido Comunista Chino (PCC), Xi Jinping, ha llevado a cabo políticas en su región de Sinkiang que han resultando en el encarcelamiento de más de un millón de musulmanes túrquicos en campos de internamiento sin ningún proceso legal. Esta es la detención de minorías étnicas y religiosas de mayor escala desde la Segunda Guerra Mundial. Los expertos calculan que, desde 2017, unas 16.000 mezquitas han sido arrasadas o dañadas, y cientos de miles de niños han sido separados forzosamente de sus padres y enviados a internados.
La información pública ha determinado que las políticas del gobierno chino han incluido la detención arbitraria de uigures en campos de internamiento patrocinados por el Estado, labor forzosa, la supresión de las prácticas religiosas uigures, el adoctrinamiento político, maltratos graves, esterilización forzosa, anticoncepción forzada y aborto forzado.
Las estadísticas del gobierno chino informaron que, entre 2015 y 2018, las tasas de natalidad en las regiones de Jotán y Kasgar, mayoritariamente uigures, cayeron más de un 60%. En el mismo periodo, la tasa de natalidad de todo el país disminuyó un 9,69%. Las autoridades chinas reconocieron que las tasas de natalidad cayeron casi un tercio en 2018 en Xinjiang, pero negaron las denuncias de esterilización forzada y de genocidio. Las tasas de natalidad en Xinjiang cayeron otro 24% en 2019, comparado con un descenso del 4,2% en todo el país.
El gobierno chino niega haber cometido abusos contra los derechos humanos en Xinjiang. Las reacciones internacionales han sido diversas. Algunos Estados miembros de la Organización de las Naciones Unidas (ONU) emitieron declaraciones ante el Consejo de Derechos Humanos de la ONU condenando las políticas de China, mientras que otros las han apoyado. En diciembre de 2020, se desestimó un caso presentado ante la Corte Penal Internacional (CPI) porque los delitos denunciados parecían haber sido "cometidos únicamente por nacionales de China dentro del territorio de China, un Estado que no es parte del Estatuto de Roma", lo que significa que la CPI no podía investigarlos. Estados Unidos declaró los abusos contra los derechos humanos como un genocidio, anunciando su conclusión el 19 de enero de 2021. Desde entonces, las asambleas legislativas de varios países han aprobado mociones no vinculantes que califican las acciones de China de genocidio, como la Cámara de los Comunes de Canadá, el Parlamento holandés, la Cámara de los Comunes del Reino Unido, el Seimas de Lituania, y la Asamblea Nacional de Francia. Otros parlamentos, como los de Nueva Zelanda, Bélgica, y la República Checa, condenaron el trato del gobierno chino a los uigures como "graves abusos de los derechos humanos" o crímenes de lesa humanidad.
En vista a las denuncias de abusos, así como de las reacciones internacionales a las mismas, la Oficina del Alto Comisionado de las Naciones Unidas para los Derechos Humanos buscó investigar las denuncias de abusos en la región. Casi cuatro años después de que un Comité de la ONU concluyera que los estimados de que más de un millón de musulmanes habían sido detenidos arbitrariamente eran afirmaciones creíbles, la "Evaluación del ACNUDH sobre las preocupaciones de derechos humanos en la Región Autónoma Uigur de Sinjiang, República Popular China" fue publicada el 31 de agosto de 2022.

## Contenido

### Métodos de investigación
El informe fue creado por las Naciones Unidas mediante una revisión exhaustiva de las pruebas documentadas por el ACNUDH. Para la elaboración del informe se consideraron varias formas de pruebas, incluyendo entrevistas con varias docenas de personas que vivían en Xinjiang en el momento en que se denunciaron públicamente los abusos. El informe también enfocó su análisis en lo que el gobierno chino había declarado públicamente al mismo tiempo que los abusos denunciados, incluidos los documentos públicos del gobierno chino y las leyes promulgadas en ese momento. En mayo de 2022, la alta comisionada Michelle Bachelet visitó Sinjiang. Antes de su visita, habló con representantes de varias organizaciones no gubernamentales preocupadas por la situación de los derechos humanos en Xinjiang y en China en general. Tras llegar a la región, habló con numerosos funcionarios del gobierno, académicos y líderes de la sociedad civil. Sin embargo, debido a la oposición de China, el ACNUDH no pudo realizar una investigación más exhaustiva sobre el terreno dentro de las fronteras del país.

### Hallazgos
Los hallazgos del informe incluyendo que se ha producido un gran número de abusos dentro de Xinjiang, corroborando la investigación académica y la información pública sobre los abusos en la región mayoritariamente de minorías étnicas. El informe concluyó que las violaciones de los derechos humanos de los uigures y otros musulmanes turcos en Xinjiang son graves y generalizadas.

#### Detenciones arbitrarias
En el informe, el ACNUDH declaró que los reportes de que el gobierno chino había detenido arbitrariamente a uigures y otros musulmanes turcos en masa en los campos de internamiento de Xinjiang eran creíbles, especificando que las acciones del estado chino equivalían a la privación de libertad y se llevaban a cabo de forma discriminatoria.
Ex reclusos que estuvieron detenidos en Xinjiang declararon haber recibido palizas mientras estaban atados a una silla y describieron haber sido sometidos a torturas similares al submarino; el informe también señaló que había pruebas creíbles de tortura en los campos de internamiento. El informe indicaba que estos abusos constituían violaciones generalizadas de los derechos humanos y que podían alcanzar el nivel de crímenes de lesa humanidad.

#### Labor forzosa
El informe concluyó que los planes laborales del gobierno chino relacionados con lo que el gobierno de China denomina "formación profesional" constituían discriminación. Con respecto a los planes de trabajo que China describe como "planes de alivio de la pobreza", el informe concluía que había pruebas de que estos planes implicaban la coacción de los uigures y otras minorías étnicas para que realicen trabajos forzados.

#### Violencia sexual y esterilizaciones
El ACNUDH describió como creíbles los reportes sobre la violencia sexual ejercida contra los uigures y otros musulmanes turcos en los campos de internamiento de Xinjiang. Las mujeres entrevistadas por las Naciones Unidas describieron haber sido violadas oralmente por guardias de las prisiones y haber sido sometidas forzosamente a exámenes de sus genitales frente a grandes multitudes. El informe también señalaba que se había producido un "aumento inusualmente fuerte" en la cantidad de inserciones de dispositivos intrauterinos y esterilizaciones realizadas en Xinjiang y declaraba que el gobierno chino utilizaba medios coercitivos para reducir drásticamente la tasa de natalidad de los uigures en Xinjiang.

### Recomendaciones
El informe contiene recomendaciones de actuación para los actores gubernamentales, las Naciones Unidas y la comunidad internacional en general. Entre las recomendaciones para el gobierno de China se encuentra la de ratificar el Pacto Internacional de Derechos Civiles y Políticos, la Convención Internacional para la Protección de Todas las Personas contra las Desapariciones Forzadas y los Protocolos Facultativos de la Convención contra la Tortura, la Convención sobre la Eliminación de Todas las Formas de Discriminación Racial y la Convención sobre la Eliminación de Todas las Formas de Discriminación contra la Mujer.

## Recepción
El gobierno chino intentó detener la publicación del informe hasta el último momento. El gobierno dijo que el informe estaba "basado en la desinformación y las mentiras fabricadas por las fuerzas antichinas", publicando un contrainforme de 131 páginas. El Ministerio de Asuntos Exteriores chino dijo que la evaluación era "inválida e ilegal".
Muchos uigures de fuera de China lo consideraron como un reconocimiento formal de los sufrimientos de los uigures en China, con la esperanza de que sirva para apoyar su campaña a nivel internacional, aunque el informe fue criticado por algunos activistas por no calificar los crímenes de genocidio. El director ejecutivo del Proyecto de Derechos Humanos de los Uigures, Omer Kanat, calificó el informe como "un cambio de juego para la respuesta internacional a la crisis uigur", y añadió que "a pesar de las enérgicas negativas del gobierno chino, la ONU ha reconocido oficialmente que se están produciendo crímenes horribles".
El Secretario de Estado de los Estados Unidos, Antony Blinken, y la embajadora estadounidense ante la ONU, Linda Thomas-Greenfield, acogieron con satisfacción el informe. El Alto Representante de la Unión Europea, Josep Borrell, y la ministra de Asuntos Exteriores británica, Liz Truss, también acogieron con satisfacción el informe.
Darren Byler, profesor adjunto de la Universidad Simon Fraser, calificó el informe como "una importante reivindicación, para los ex detenidos y sus familiares, y la confirmación de que el trabajo de cientos de investigadores y periodistas es válido". El informe, según Byler, es un repudio persuasivo de las "leyes antiterroristas" de China, que se han aprovechado para abusar de las minorías musulmanas del país.